# Dolmen von Finelle

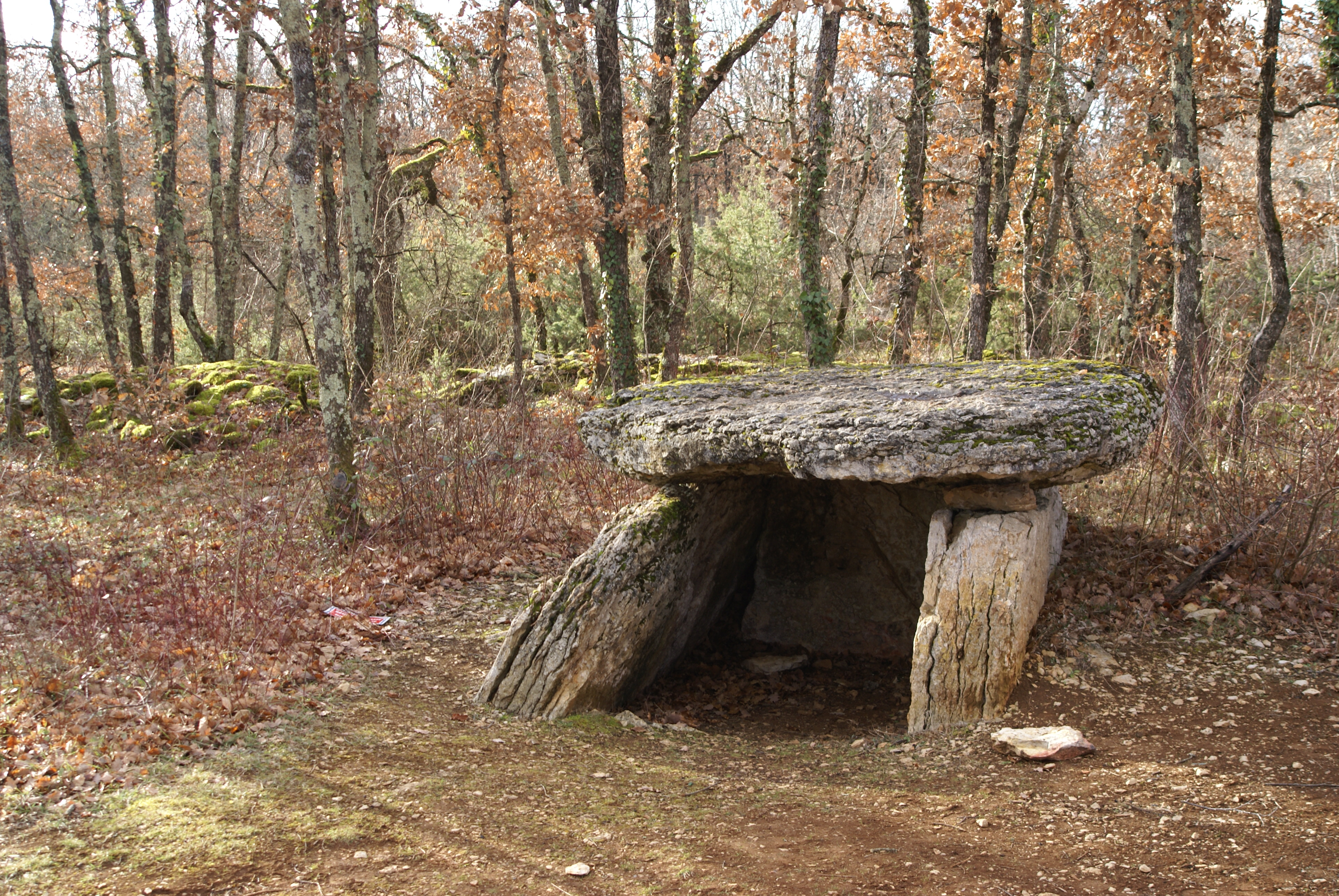
Dolmen von Finelle

Der Dolmen von Finelle (auch Dolmen de Finelle-Haut oder Dolmen 1 von Septfonds genannt) liegt südlich der Straße Chemin de Finelle, westlich von Septfonds bei Caussade im Département Tarn-et-Garonne in Frankreich. Dolmen ist in Frankreich der Oberbegriff für neolithische Megalithanlagen aller Art (siehe: Französische Nomenklatur). Es ist der einzige der 15 Dolmen in der Stadt Septfonds der als Monument historique klassifiziert ist.

## Beschreibung
Der nach Osten öffnende Dolmen, ohne Reste eines Hügels, besteht aus den beiden etwa 4,0 m langen Seitenplatten, dem Endstein und dem schief aufliegenden Deckstein. Der linke Seitenstein ist etwas einwärts verkippt. Die Kammer misst etwa 3,0 × 2,0 Meter.

## Kontext
Die meisten der 15 Dolmen von Septfonds befinden sich auf der Hochebene von Oardennes, in der Nähe von Finelle (7) und Bartalbenque (6), wegen des Anstehens großer Kalksteinplatten für ihre Konstruktion. Die Anlagen von Moussac und Charles haben einen weniger günstigen Standort. Die Dolmen von Septfonds gehören zur Gruppe der etwa 800 Dolmen im Quercy.

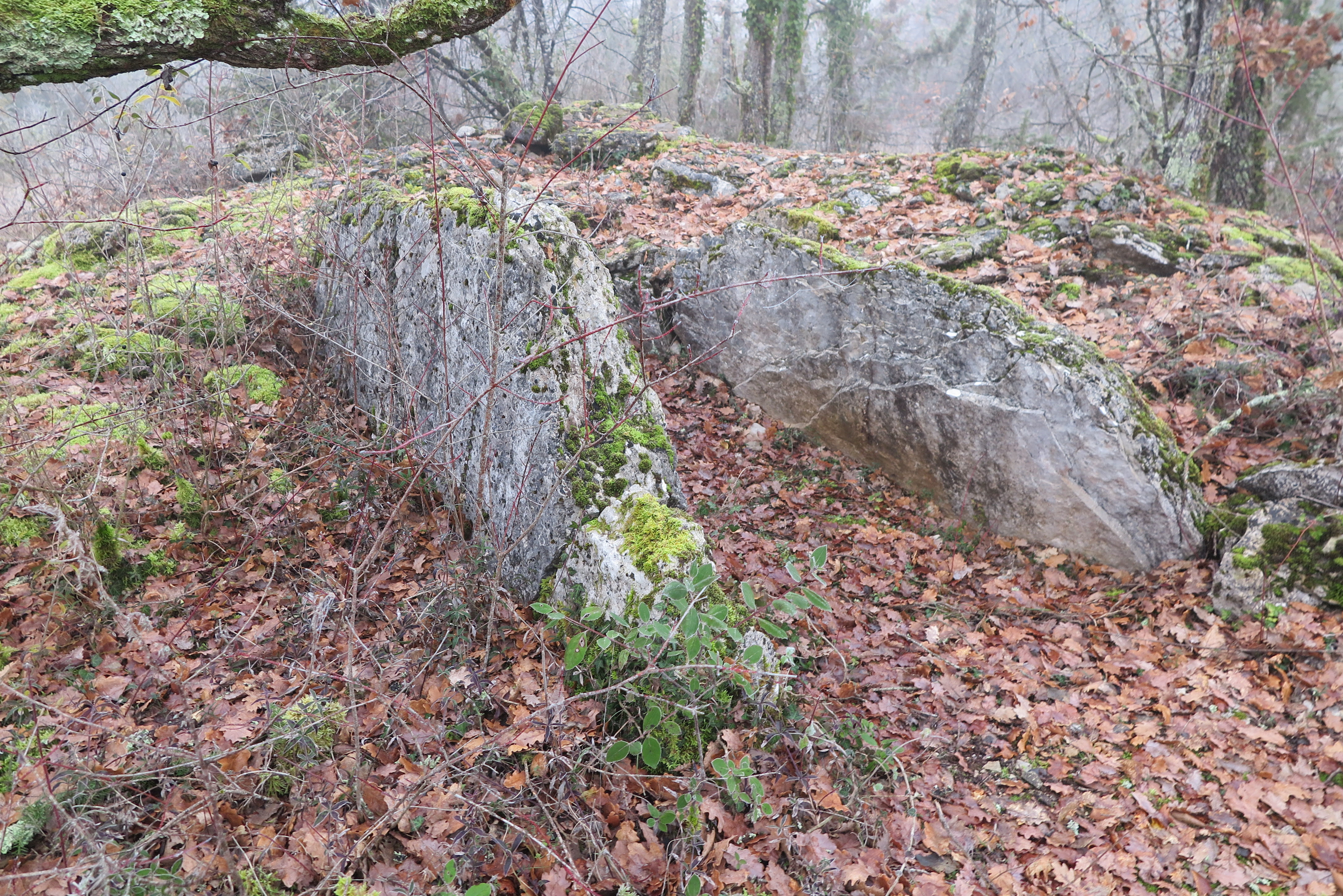
Dolmen von Caux Vieilles

In der Nähe liegen der Dolmen von Peyrelevade (Dolmen 7 von Septfonds), der  und das Tombe du Géant. Ausgegangen ist der Dolmen von Causse-Bas (Dolmen 3 von Septfonds).
Etwa 100 m entfernt liegt der Dolmen von Caux Vieilles (auch Dolmen 4 von Septfonds; oder Finelle Haut 3 genannt) am Rande des Flugplatzes. Er hat eine etwa 3,0 Meter lange und 1,5 Meter breite Kammer, aus zwei Seitenplatten und einem Endstein, aber ohne Deckstein. Die Hälfte des Tumulus ist noch bis zur Oberkante der Seitensteine vorhanden, während der südliche Teil überwiegend fehlt.